# Алое Бейкера
Алое Бейкера, Алое Бакера (Aloe bakeri) — сукулентна рослина роду алое.

## Етимологія

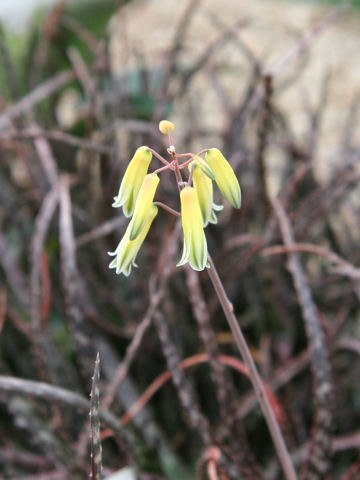
Квіти Aloe bakeri

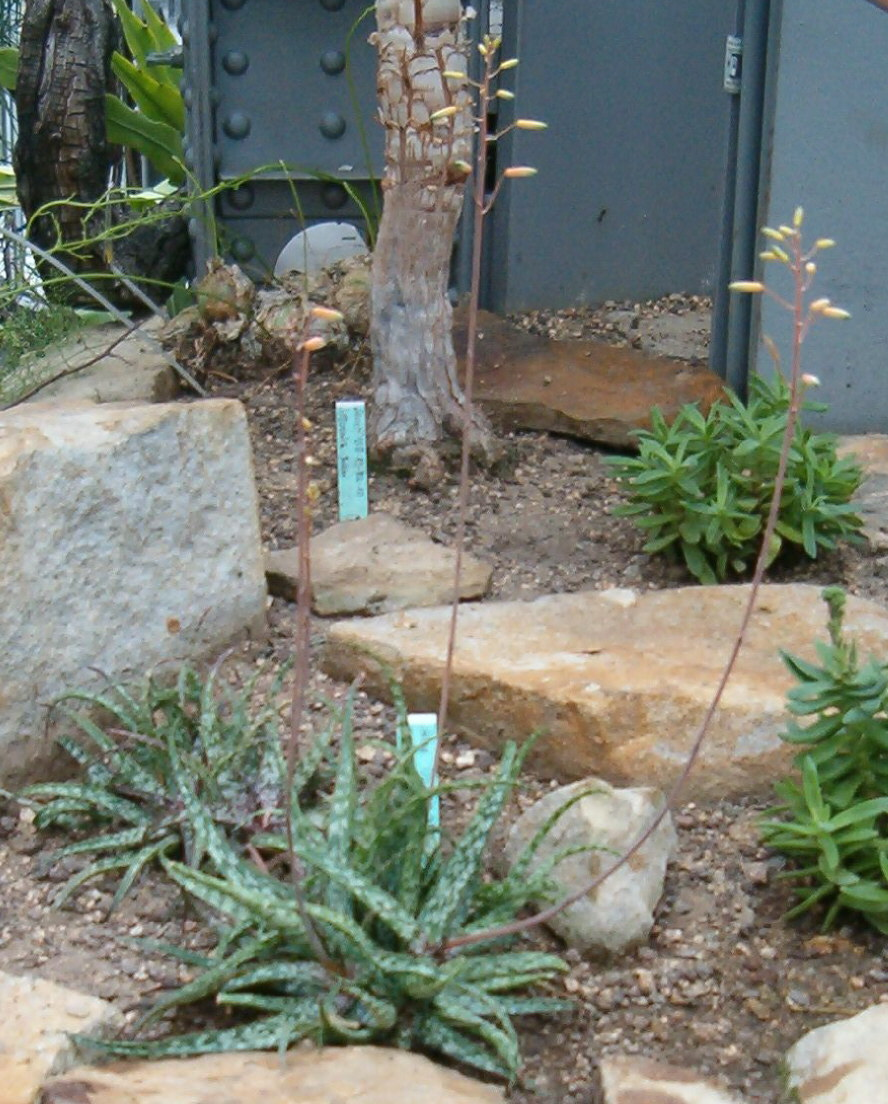
Aloe bakeri в Ботанічному саду Берліна, Берлін, Німеччина

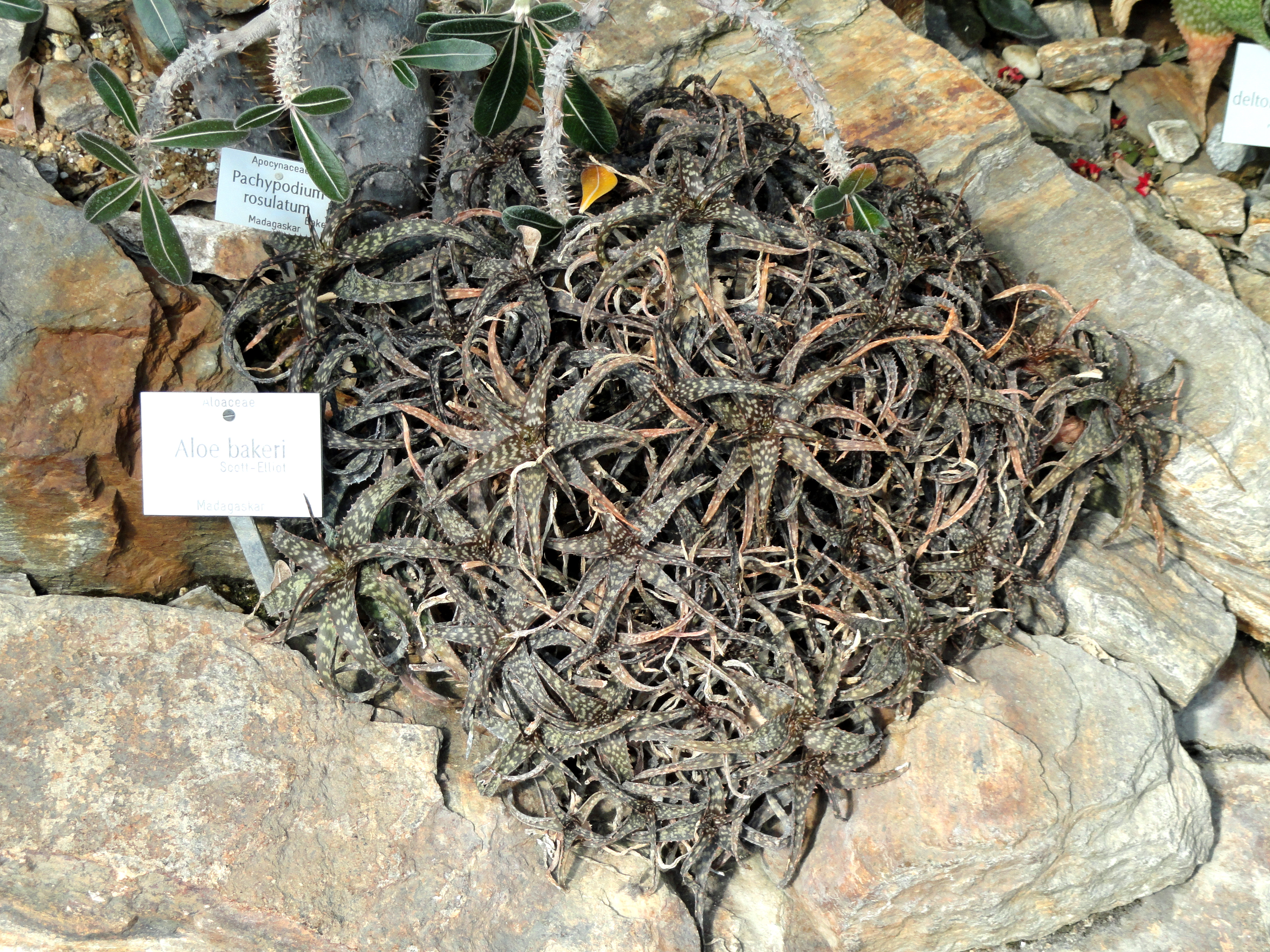
Aloe bakeri в Ботанічному саду Мюнхена-Німфенбурга, Мюнхен, Німеччина

Видова назва дана на честь Джона Гілберта Бейкера (1834–1920) — англійського ботаніка, що працював у бібліотеці і гербарії Королівських ботанічних садів у К'ю (Лондон).

## Морфологічні ознаки
Пагони до 20 см заввишки, вилягаючі, рясно розгалужені від основи. Може утворювати дернини до 1 м в діаметрі. Листків 10-12, 5-10 см завдовжки, вузькі, менше 1 см завширшки, соковиті, жорсткі, зігнуті, в тій чи іншій мірі коричнево-зелені з рожево-коричневими смугами. Часто мають плями на зовнішній поверхні. По краях озброєні м'якими білими шипами 1 мм завдовжки, розташованими на відстані 1-2 мм один від одного. Квітки трубчасті, 3-4 см завдовжки, оранжевого або жовтого кольору, біля основи червоні, розташовані в китицях на довгому одиночному квітконосі до 25 см завдовжки.

## Місця зростання
Aloe bakeri є ендемічним видом Мадагаскару, де зростає в піщаних дюнах поблизу Форт-Дофін у провінції Туліара.

## Охоронний статус
Алое Бейкера внесене до Додатку ІІ Конвенції про міжнародну торгівлю дикими видами фауни і флори, що знаходяться під загрозою зникнення (CITES).